# National Labor Union
La National Labor Union (NLU, Unione Nazionale del Lavoro) è stato il primo sindacato nazionale degli Stati Uniti. Fondato nell'agosto del 1866 a Baltimora e sciolto nel 1873, aprì la strada alla formazione di altre organizzazioni simili, come la Knights of Labor e la American Federation of Labor. Il presidente era William H. Sylvis.

## Caratteristiche
La National Labor Union venne fondata in seguito agli infruttuosi sforzi dei lavoratori attivisti di formare una coalizione composta dai sindacati locali. La NLU invece cercò di coinvolgere tutti i sindacati nazionali esistenti, così come le "leghe delle otto ore", formate per ottenere la giornata lavorativa di otto ore, per creare una federazione nazionale che facesse pressione per la riforma del lavoro ed aiutare la fondazione di sindacati nazionali laddove non esistevano. La nuova organizzazione era favorevole all'arbitrato degli scioperi e alla creazione di un partito politico nazionale dei lavoratori come alternativa dei due partiti già esistenti.
I sindacati del settore edilizio e di altri gruppi di lavoratori qualificati furono quelli che diedero il maggior sostegno alla NLU, sebbene questa invitò anche gli operai semplici e i contadini a far parte dell'organizzazione. Era inoltre favorevole all'esclusione dei lavoratori cinesi, donne e neri dalle proprie file.
I lavoratori afroamericani formarono un loro sindacato, il Colored National Labor Union, ma il loro supporto al Partito Repubblicano e il prevalente razzismo nei loro confronti ne limitò l'efficacia. Le donne invece rivendicarono il loro diritto a far parte del sindacato in quanto operaie, ed una parte di loro allargò il discorso alla parità tra i sessi, rivendicando anche il diritto di voto che allora era limitato solamente ai maschi bianchi. Questa situazione spinse sia le donne che i neri a diventare crumiri, mettendosi così in cattiva luce.
Le battaglie della NLU diedero i loto frutti quando, tra il 1867 e il 1868 sei stati approvarono lo statuto che decretava il limite massimo di otto ore lavorative per i lavoratori dipendenti, limite che venne esteso nel 1872 anche ai dipendenti pubblici. Lo statuto ebbe però scarsi risultati concreti in quanto molte agenzie governative ridussero gli stipendi in concomitanza con la riduzione delle ore lavorative. Il presidente Ulysses Grant ordinò ai dipartimenti federali di non ridurre gli stipendi, ma il suo ordine venne ignorato dai più.
Nel 1872 la NLU raggiunse il numero più alto di iscritti, 650.000. Collassò quando adottò la politica elettorale, con una particolare enfasi sulla riforma monetaria, unica istanza che veniva portata avanti nella sua agenda, e cambiò nome in National Labor Reform Party. L'organizzazione incassò un grande insuccesso alle votazioni e perse quasi tutti i sindacati che riuniva, molti dei quali si spostarono nella neonata Knights of Labor. La National Labor Union venne sciolta nel 1873 a seguito della grande depressione economica che colpì gli Stati Uniti in quegli anni.